# Automeris randa
Automeris randa är en fjärilsart som beskrevs av Druce 1894. Automeris randa ingår i släktet Automeris och familjen påfågelsspinnare. Inga underarter finns listade i Catalogue of Life.